# Berborita
La berborita es un mineral de la clase de los minerales boratos. Descubierto en 1967 en una occurrencia en la mina Lupikko, en la región de Ladoga de la república de Karelia (Rusia), se le puso nombre por la composición química que tiene, un borato de berilio hidratado, que también puede llevar como impureza flúor.

## Politipos
El mineral cristaliza en tres politipos:
- Berborita-1T: con cristales sistema trigonal, piramidal.
- Berborita-2H: con cristales sistema hexagonal, piramidal.
- Berborita-2T: con cristales sistema trigonal, ditrigonal-piramidal.

## Formación y yacimientos
Se puede encontrar en rocas dolomíticas serpentinizadas, asociado a yacimientos de wolframio, estroncio, boro y berilio.